# Anna Stina Lewin
Anna Stina Lewin, född Sellén, allmänt känd som Runckamor eller Runckhufwudet, var en svensk barnmorska och klok gumma verksam i Stockholm.  
Lewin var verksam som jordemor och klok gumma i många år innan hon tvingades genomgå yrkesutbildning som barnmorska av myndigheterna. Hon tog slutligen examen som barnmorska år 1770 för Stockholms stads fattiga. Hon bodde på Sqwalbäncken till vänster om Drottninggatan i Stockholm. 
Lewin besökte inte bara sina kunder, utan höll i många år en egen verksamhet med privat barnbördshus i sin bostad mot kontant betalning som "tillflykt för den hemliga kärlekens besvärliga följder".  Hon var en mycket populär och anlitad barnmorska, och uppges bland "sämre folk och hantverkare ha mycket förtroende".  Även efter sin examen fortsatte hon att vara verksam även som naturläkare och klok gumma utöver som barnmorska. 
Enligt Stockholms Allmänna Barnsbördshus matrikel: 
"var hon sedan en lika klok gumma, gjorde eller kunde ej med vändning komma fort, hade där bland sämre folk och hantverkar mycket förtroende."